# Lao Feng Xiang
Lao Feng Xiang Company Limited или LFX («Лаофэнсян», в переводе с китайского Феникс) — китайская ювелирная компания, основанная в 1848 году. Штаб-квартира расположена в Шанхае; производит и продаёт украшения, часы и канцтовары; входит в тройку крупнейших ювелирных ретейлеров страны (наряду с Chow Tai Fook Jewellery и China Gold).

## История
Первый ювелирный магазин Lao Feng Xiang открылся в 1848 году, в эпоху цинского императора Даогуана. В 1992 году была учреждена акционерная компания China First Pencil Co. Ltd., которая в 2009 году сменила название на Lao Feng Xiang Co. Ltd. (также компания известна как Shanghai Lao Feng Xiang Jewelry Co. Ltd.). В 2012 году компания вышла за пределы материкового Китая. В 2022 году прибыль Lao Feng Xiang выросла на 31,41 % и составила почти 4 млрд юаней.

## Деятельность
Компания производит и продаёт ювелирные изделия из золота, платины, серебра, бриллиантов, нефрита, жемчуга и янтаря, в том числе цепочки, кулоны, ожерелья, серёжки, браслеты, кольца и диадемы, а также слитки, дорогие ручки, очки, часы, эмалированные чайные сервизы, подарочные наборы и сувениры. По состоянию на 2024 год Lao Feng Xiang управляла более чем 4 тыс. магазинами по всему миру, в том числе в Гонконге, Нью-Йорке, Сиднее и Ванкувере.
Основные продажи Lao Feng Xiang приходятся на собственные магазины, расположенные преимущественно на оживлённых торговых улицах или в торговых центрах. По итогам 2023 года на золотые и серебряные украшения пришлось 93,1 % оборота, на художественные изделия — 6,5 %, на канцтовары — 0,4 %. Крупнейшим рынком сбыта был Китай (99,3 %).

## Акционеры
Крупнейшими акционерами Lao Feng Xiang являются Комитет по контролю и управлению государственным имуществом шанхайского района Хуанпу (69,43 %), Da Cheng Fund Management (1,95 %), Zhong Ou Asset Management (1,49 %), ICBC Credit Suisse Asset Management (0,74 %), Huatai PineBridge Fund Management (0,72 %) и Rongtong Fund Management (0,72 %).

## Галерея

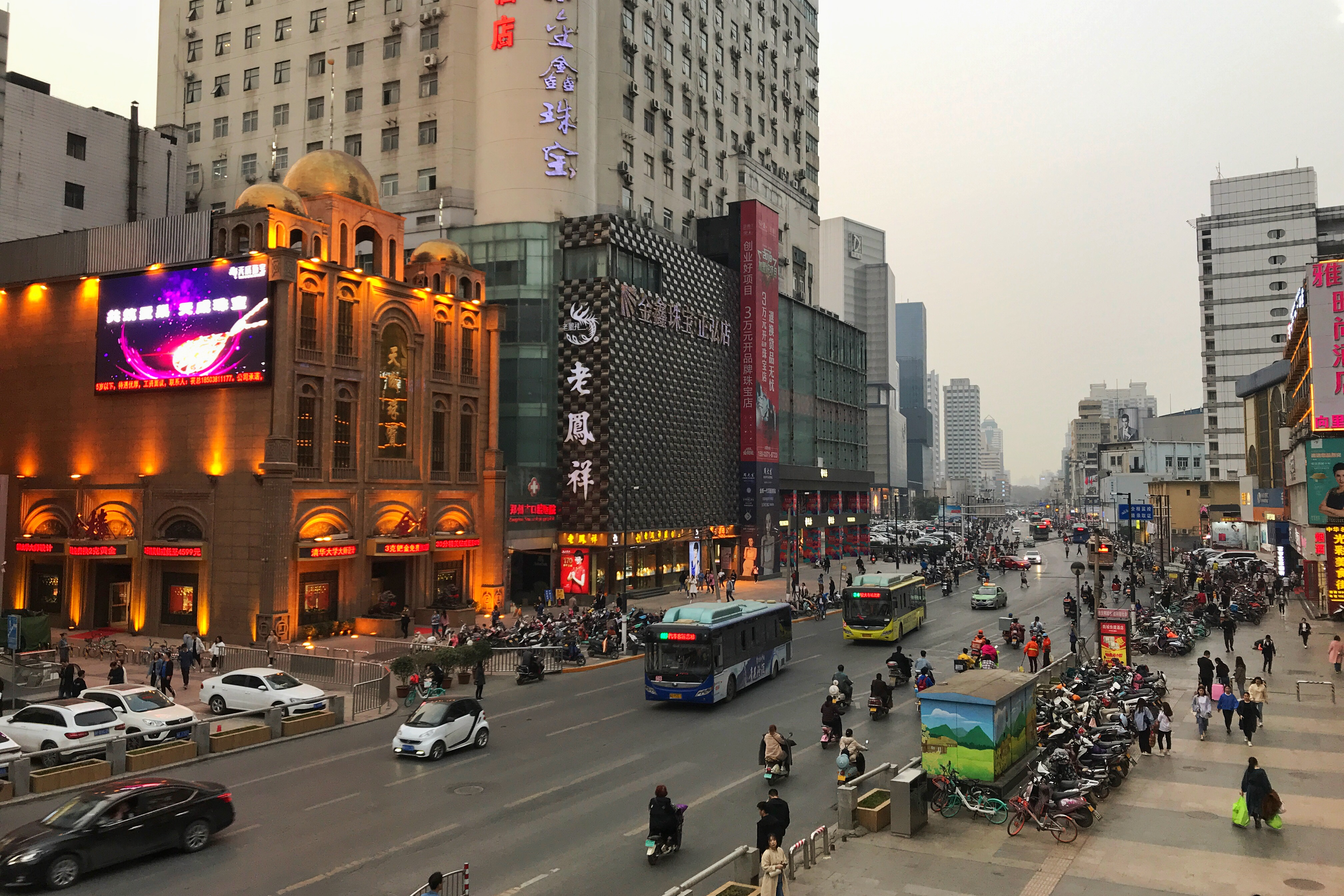
Чжэнчжоу
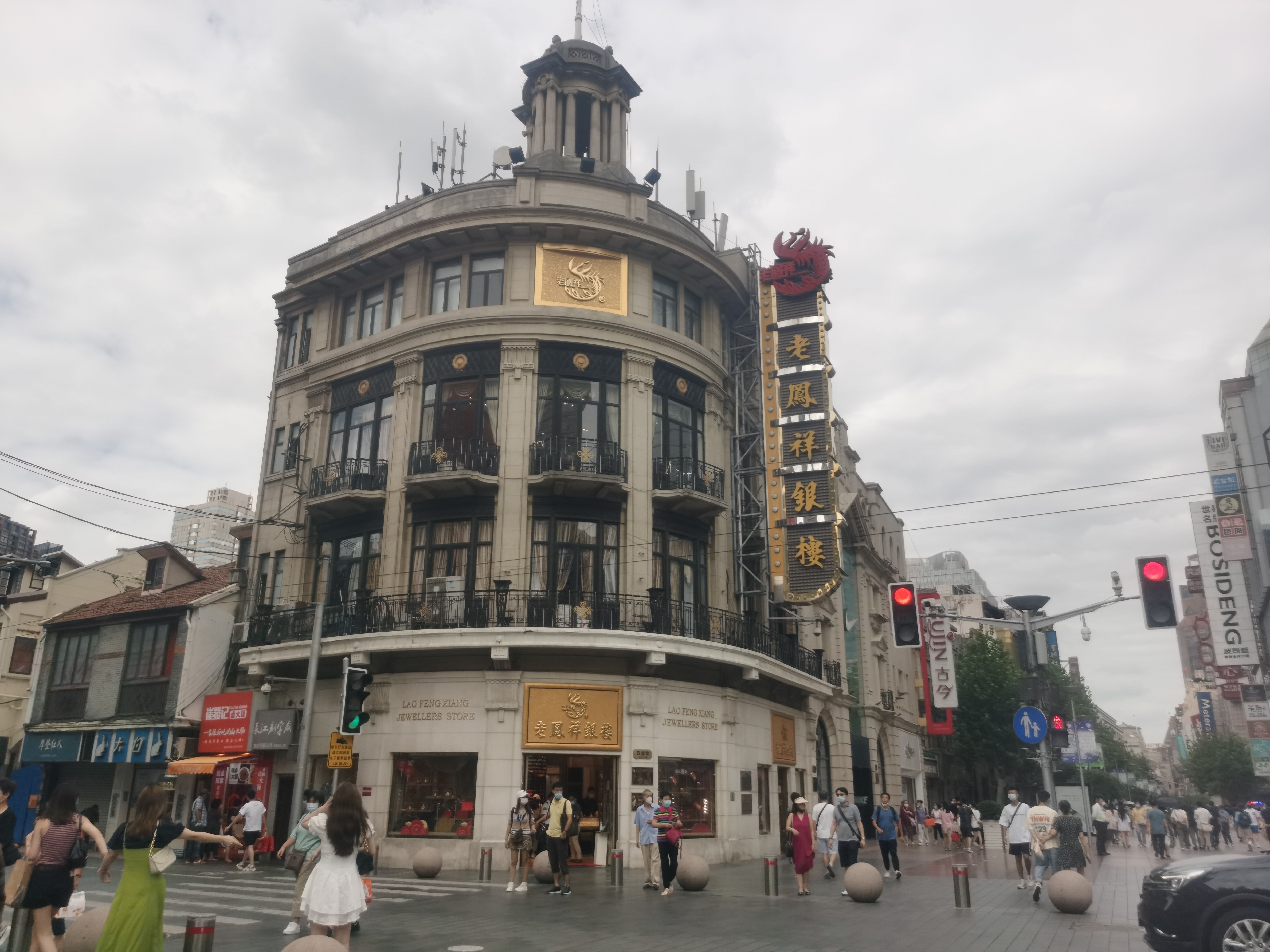
Шанхай
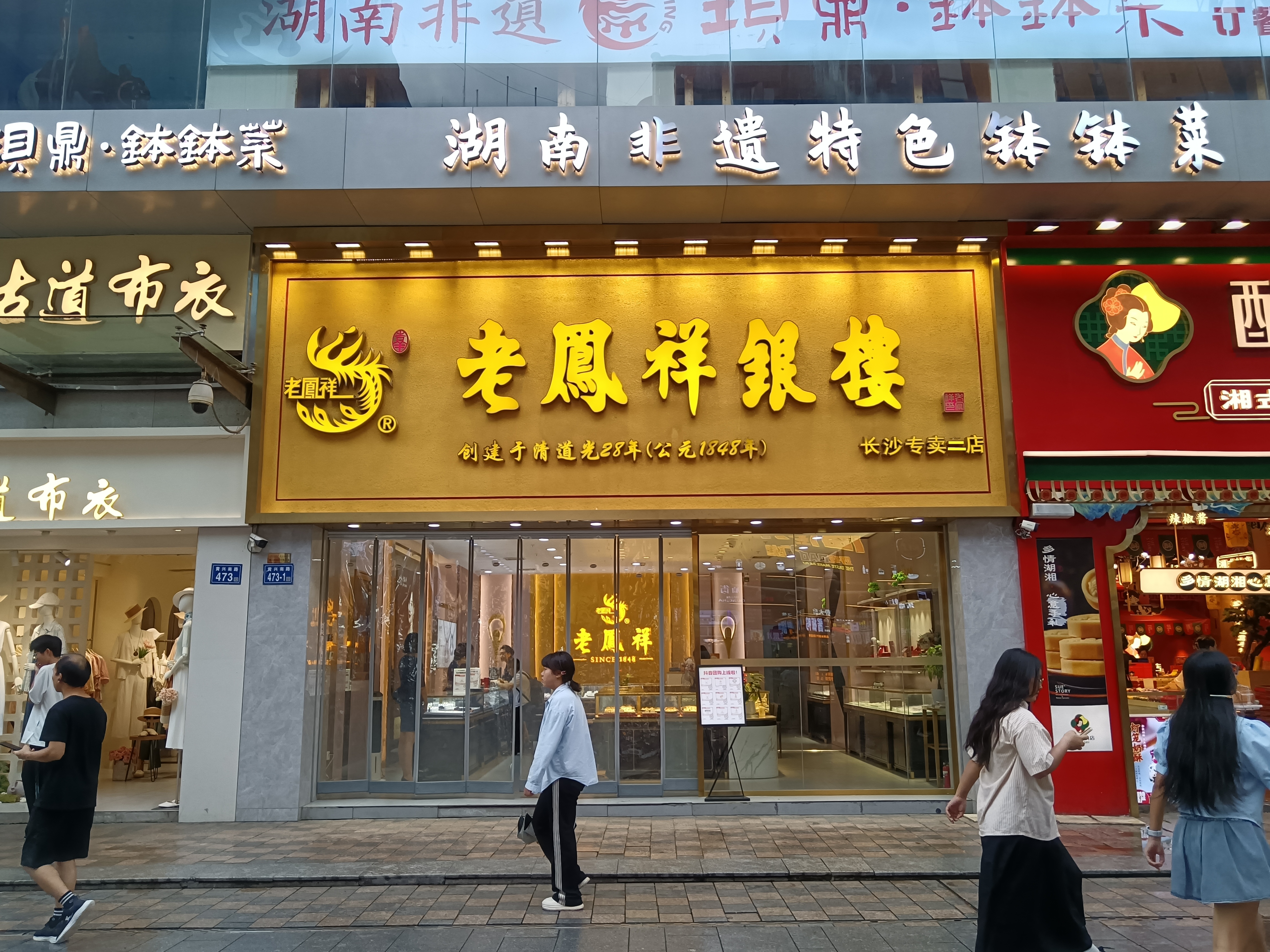
Чанша
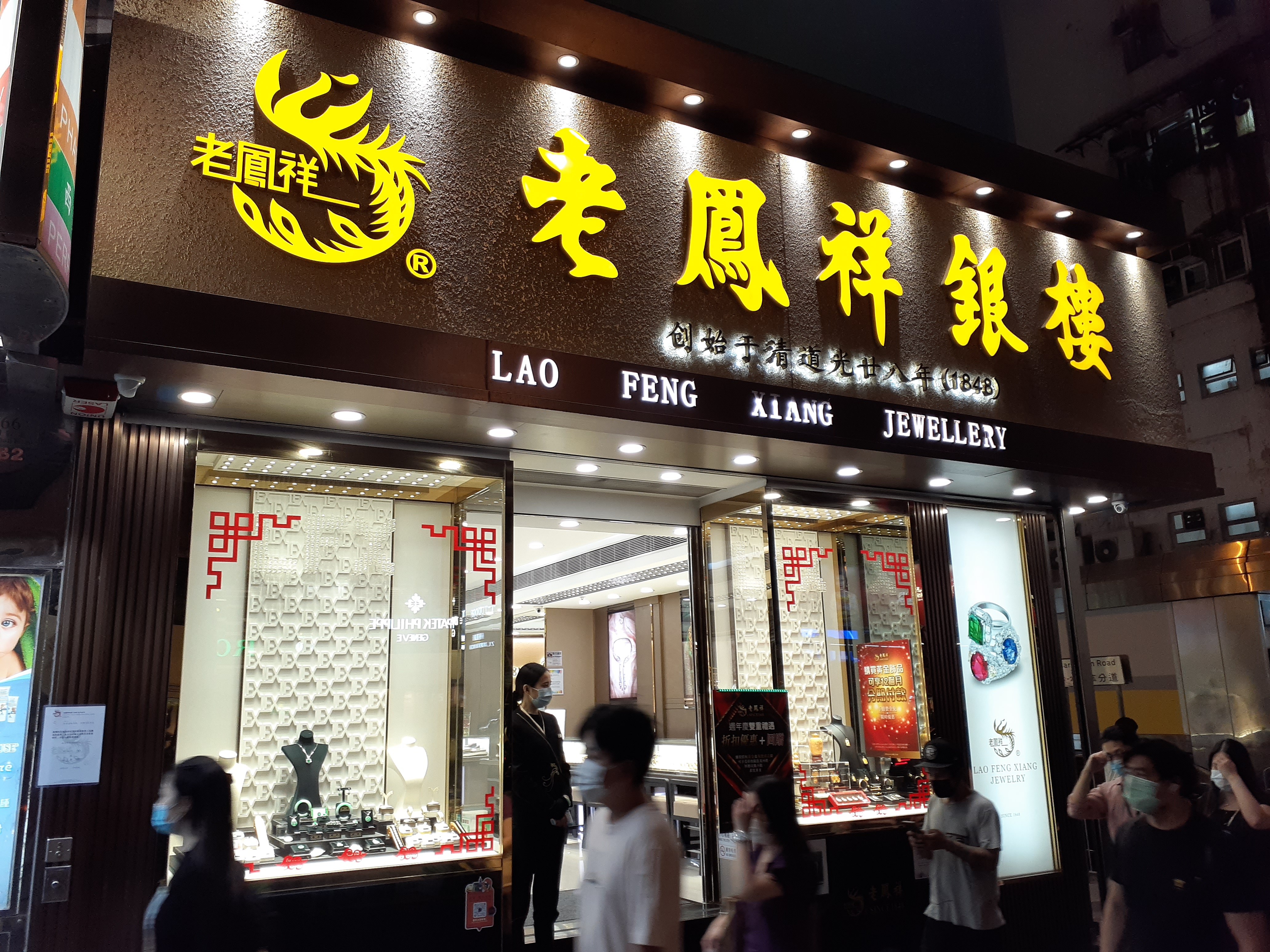
Гонконг
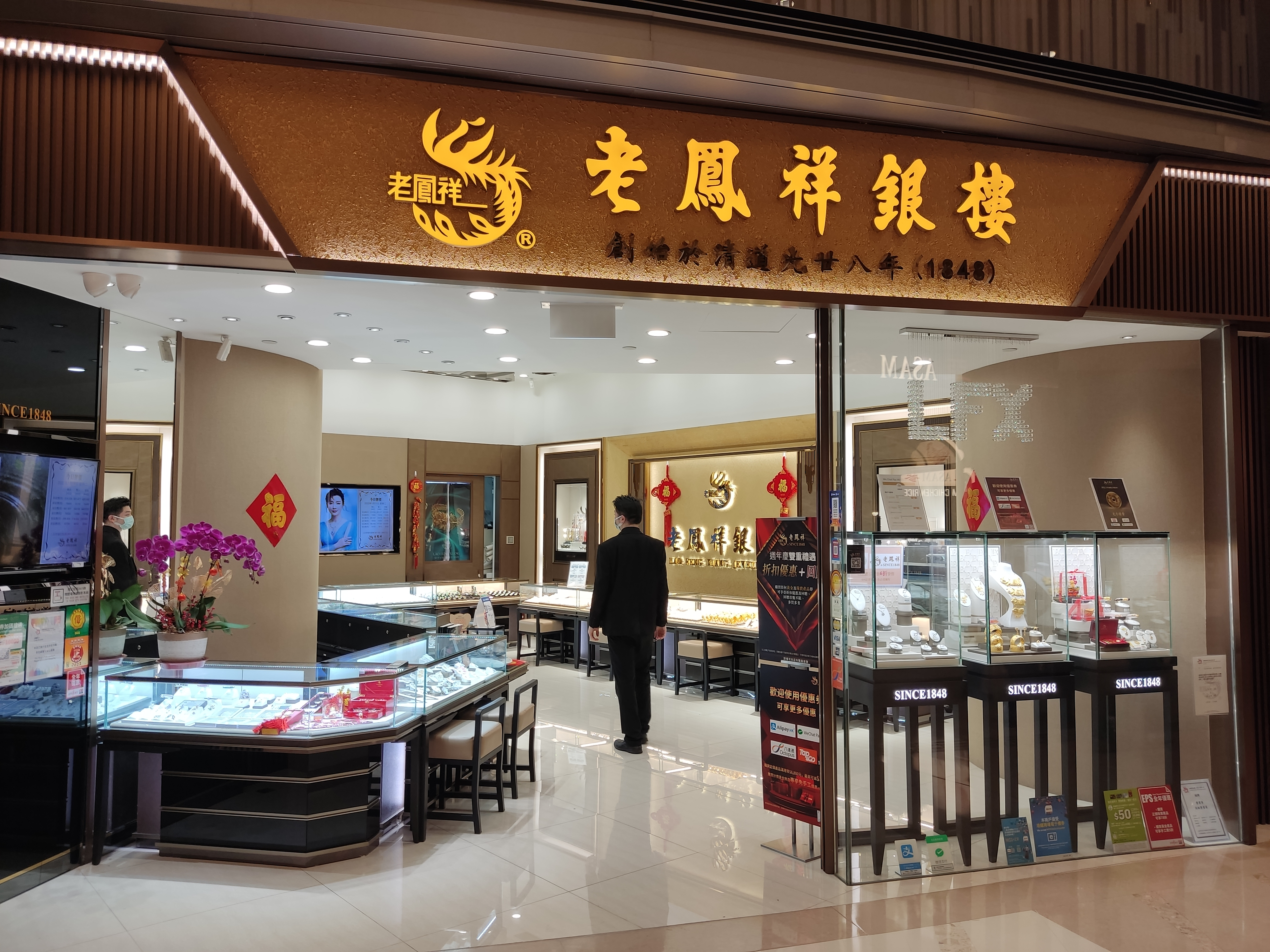
Гонконг

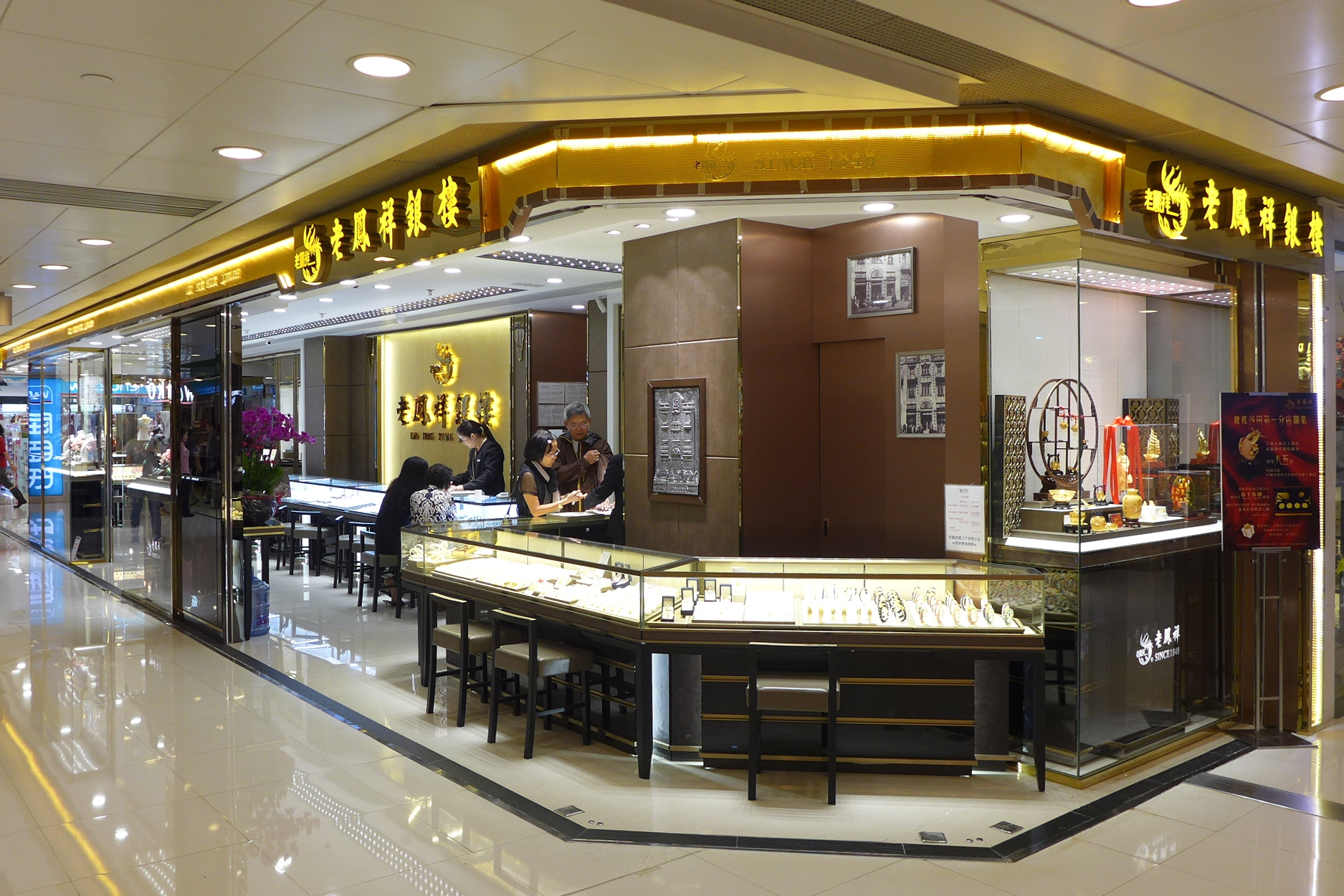
Гонконг
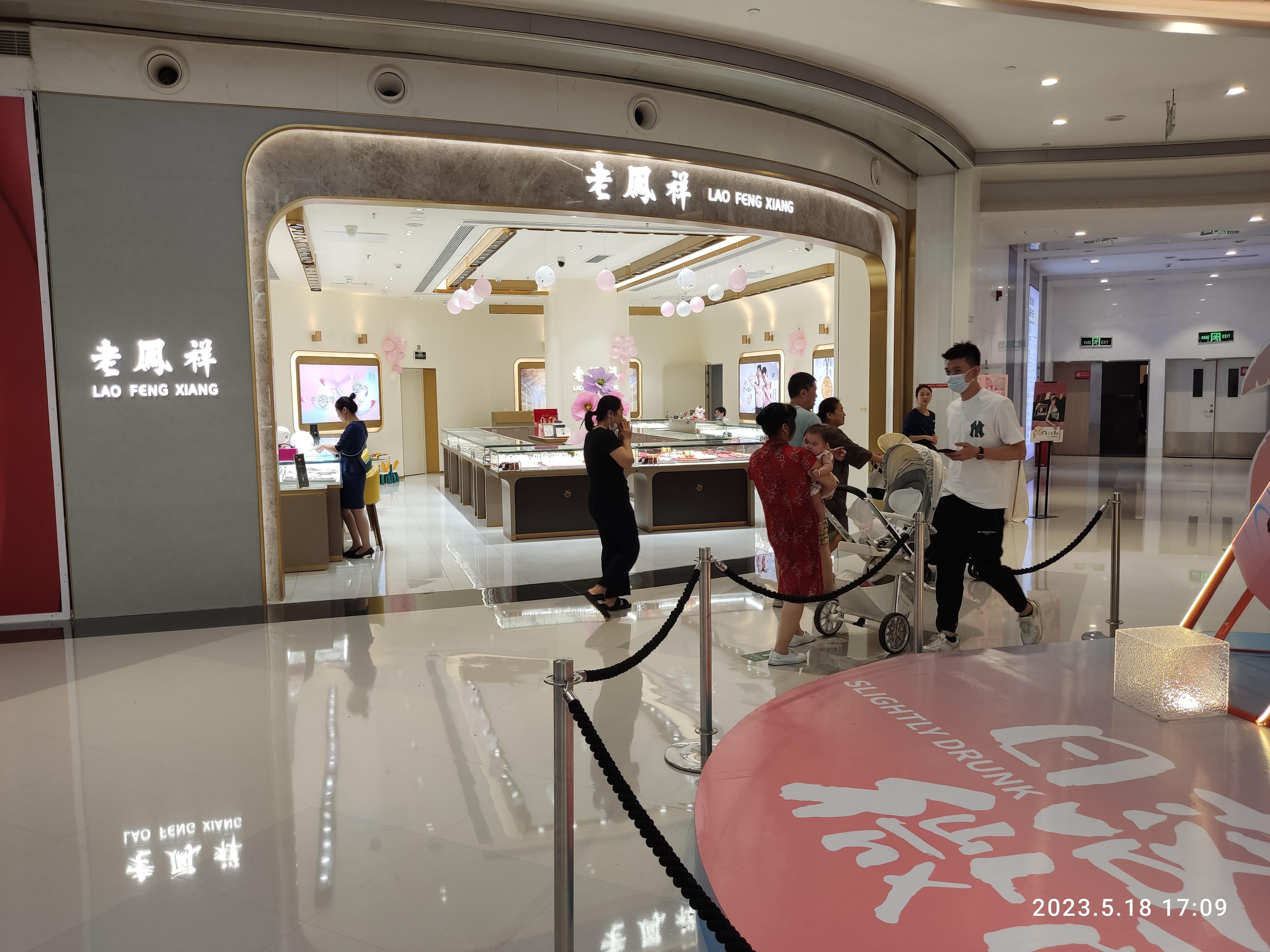
Шэньчжэнь
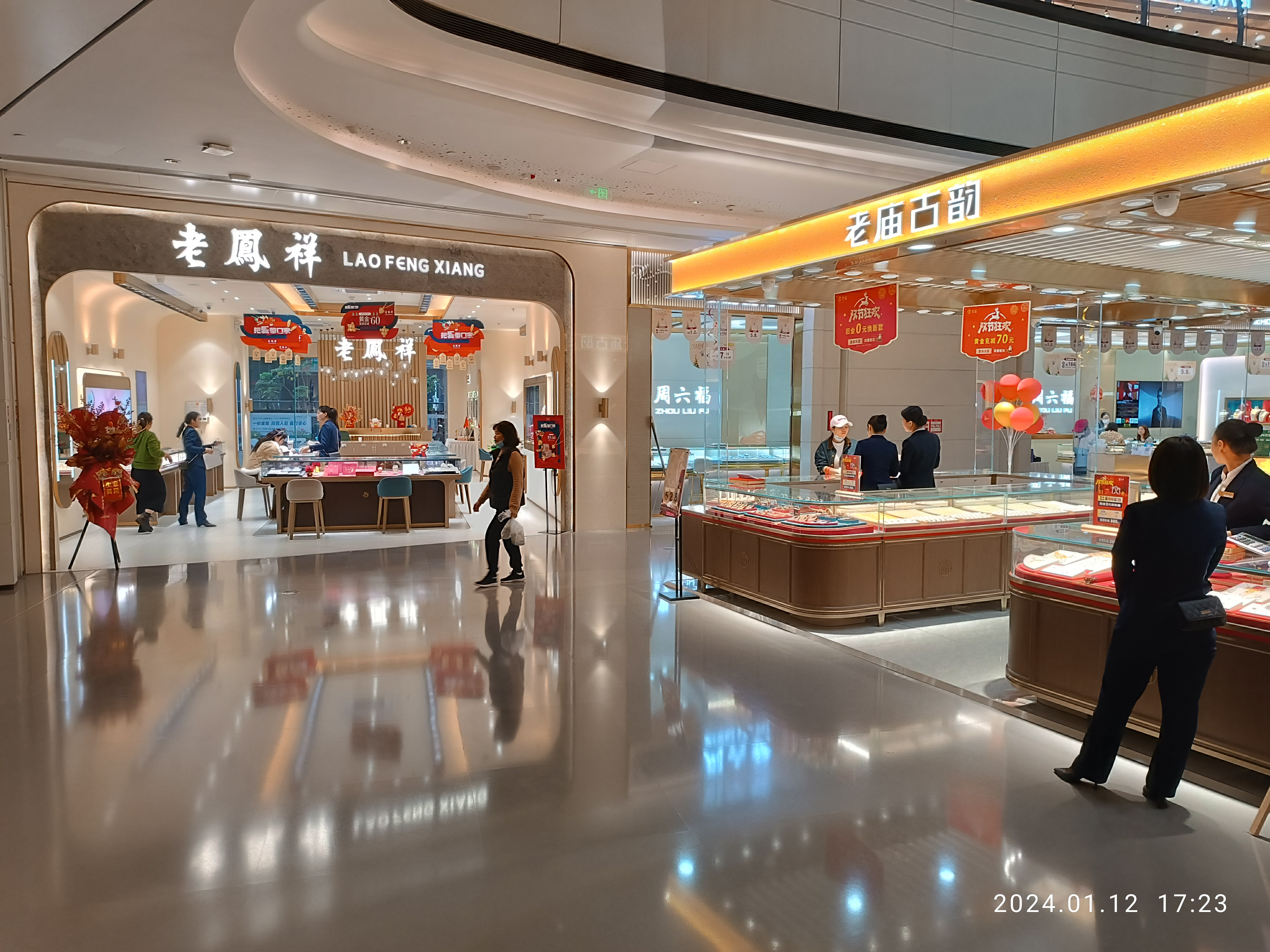
Шэньчжэнь
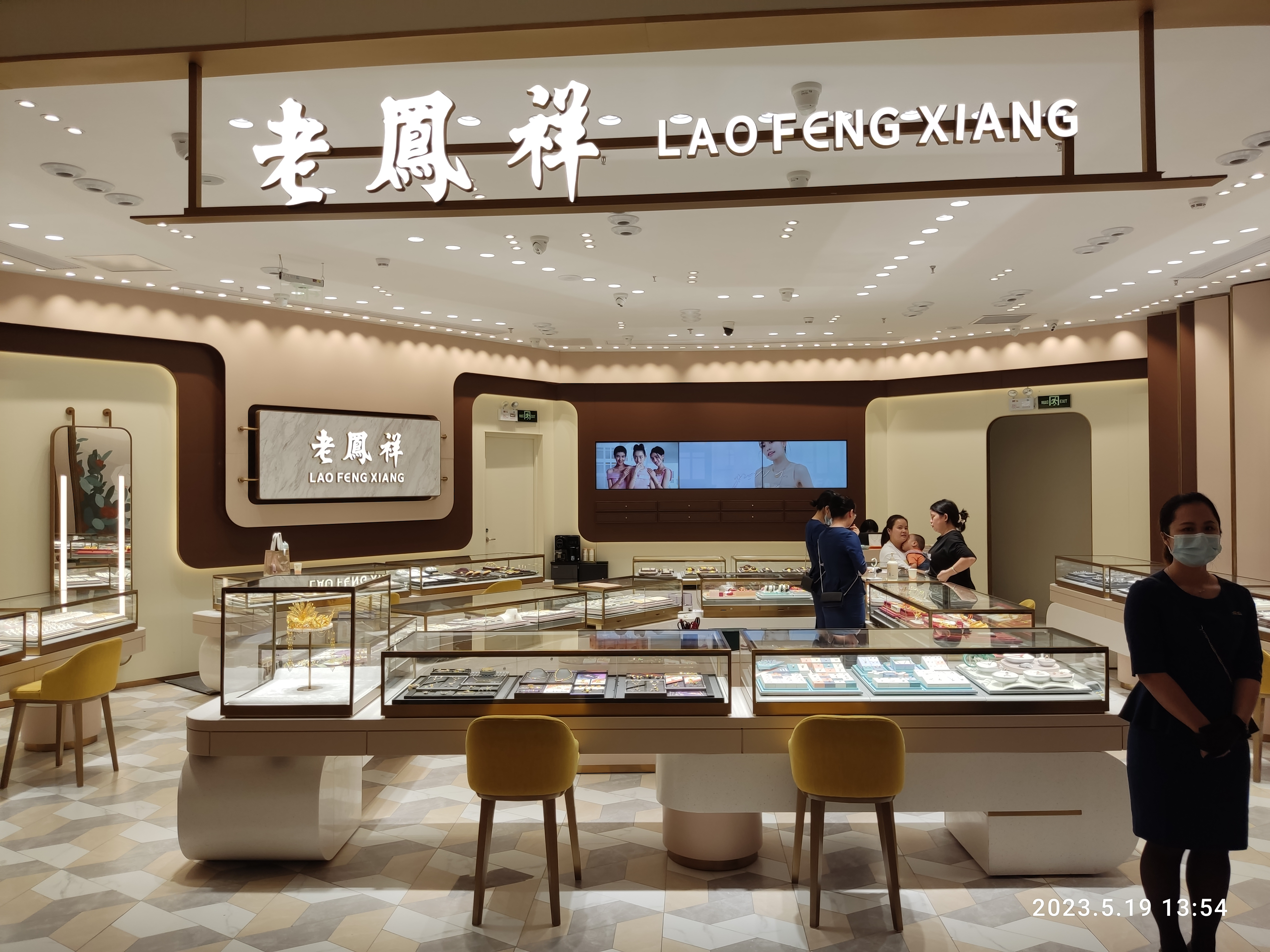
Шэньчжэнь
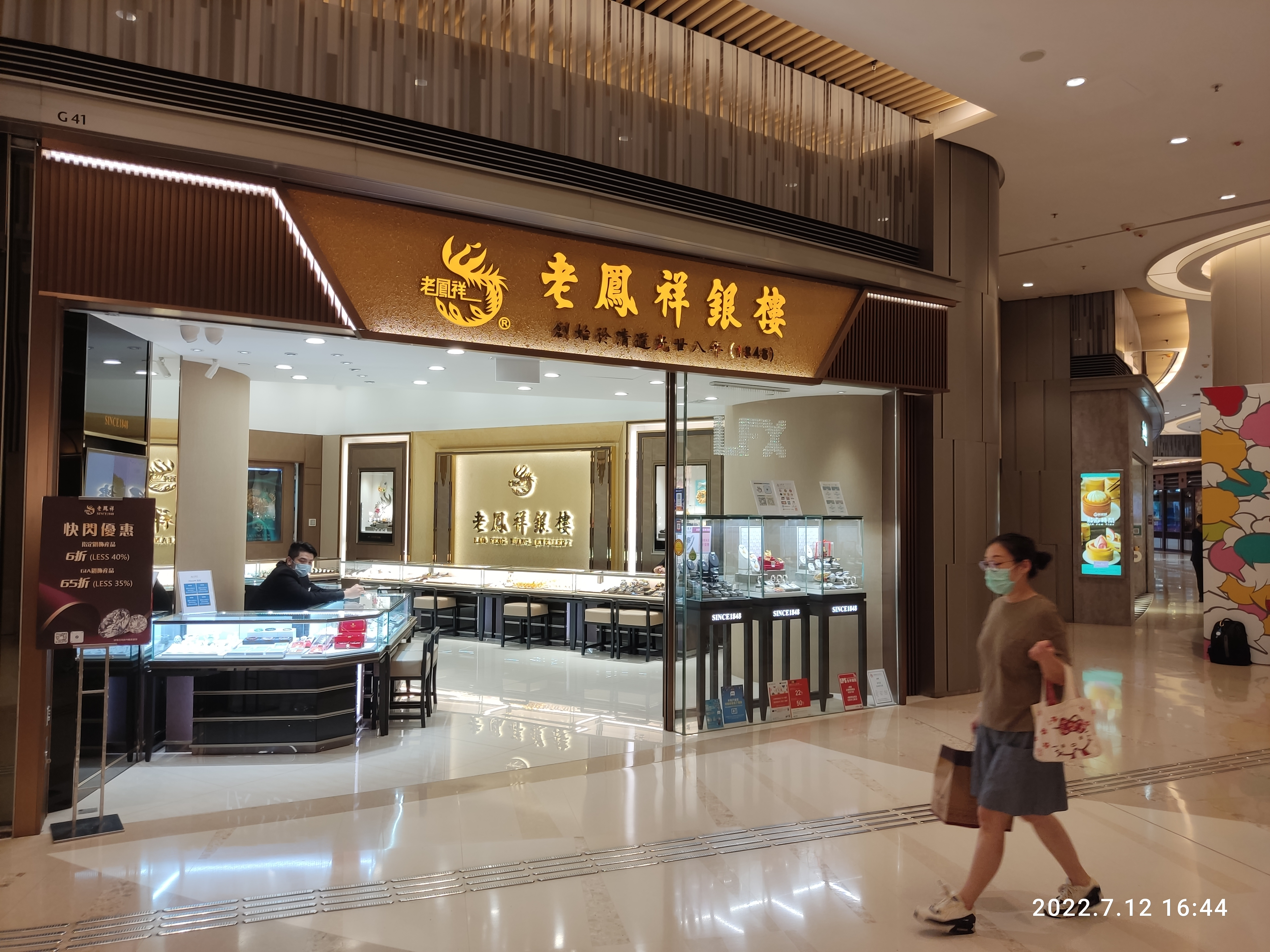
Гонконг